# Daniels (regisseurs)
De Daniels vormen een regisseursduo bestaande uit Daniel Kwan (10 februari 1988) en Daniel Scheinert (7 juni 1987). Ze leerden elkaar kennen tijdens hun studie aan Emerson College in de Amerikaanse stad Boston. Hun carrière begon met het regisseren van diverse kortfilms en muziekvideo's, waaronder Houdini van Foster the People en Turn Down for What van DJ Snake en Lil Jon, waarin Kwan ook een rol speelde. In 2016 brachten ze hun debuutfilm Swiss Army Man uit, met Daniel Radcliffe en Paul Dano in de hoofdrollen. Scheinert volgde dit in 2019 op met zijn soloregiefilm genaamd The Death of Dick Long. Vervolgens droegen ze een segment bij aan de anthologiefilm Omniboat: A Fast Boat Fantasia. Hun grootste succes kwam in 2022 met Everything Everywhere All at Once. De film bracht wereldwijd 141 miljoen dollar op en won zeven Oscars, waaronder die voor beste film, regie en script voor de Daniels.
In 2024 regisseerde de Daniels de vierde aflevering van de Disney+-televisieserie Star Wars: Skeleton Crew, genaamd "Can't Say I Remember No At Attin".